# Hechlingen am See
Hechlingen am See ist ein Gemeindeteil des Marktes Heidenheim im Landkreis Weißenburg-Gunzenhausen (Mittelfranken, Bayern). Die Gemarkung Hechlingen hat eine Fläche von 17,226 km². Sie ist in 1768 Flurstücke aufgeteilt, die eine durchschnittliche Flurstücksfläche von 9743,24 m² haben. In ihr liegen neben dem namensgebenden Ort die Gemeindeteile Hasenmühle und Stahlmühle.

## Geographische Lage
Das Pfarrdorf Hechlingen liegt in der Fränkischen Alb südwestlich des Hahnenkamms im Tal der Rohrach, einem Zufluss der Wörnitz. Südlich des im Naturpark Altmühltal gelegenen Dorfs erstreckt sich der Hahnenkammsee. Im Ort stoßen die Staatsstraßen 2384 und 2216 aufeinander. In Ortsnähe liegt der „Enduro-Park Hechlingen“, ein Übungsgelände für Motorräder in einem ehemaligen Steinbruch. Östlich des Ortes liegt die Kapellenruine St. Katharina. In der Nähe befinden sich zahlreiche Quellen. Im Westen erhebt sich der Rote Berg, im Süden der Hungerberg. Nördlich befindet sich die Steinerne Rinne bei Hechlingen.

## Vorgeschichtliche Zeit
Besiedelt wurde der Ort, wie archäologische Befunde beweisen, bereits in der Mittel- und Jungsteinzeit. Aus der Hallstattzeit sind in der Hechlinger Flur mehrere Grabhügel bekannt.

## Geschichte
In der Hechlinger Gemarkung, in den „Ochsenwiesen“, wurde eine „Villa rustica“ gefunden; Hechlingen liegt etwa 10 Kilometer südlich des Limes. In Ortsnähe führte eine Alt- oder Römerstraße vorbei.
Hechlingen dürfte eine Gründung der alemannisch-juthungischen Landnahme des 4. oder 5. Jahrhunderts vom Ries her sein; darauf deutet die Endung „-ingen“ des Ortsnamens hin. Erstmals urkundlich erwähnt wurde der Ort aber erst 899, als König Arnulf von Kärnten der Eichstätter Kirche Eigengut (oder Königslehen) des Cozpreht und Theotger unter anderem zu „Hachilinga“ übergab. Hechlingen wird daher mit einem der ältesten bekannten bajuwarischen Adelsgeschlechtern, den Hahilinga in Verbindung gebracht. Diese werden in der Lex Baiuvariorum, in der das alte Volksrecht des baierischen Stammesherzogtums ab 635 zusammengefasst wurde, neben den Trozza, Huosi, Fagana, Anniona und dem Herzogsgeschlecht der Agilolfinger genannt und waren damit eines der sechs bayerischen Urgeschlechter. Auffälligerweise findet sich in unmittelbarer Nachbarschaft der Ort Hüssingen, der sich möglicherweise auf das Adelsgeschlecht der Huosi zurückführen lässt. Heute gehört er zum ebenfalls nur wenige Kilometer entfernten Westheim, wo ein frühmerowingisches Gräberfeld gefunden wurde. Möglicherweise waren die Orte Hechlingen und Hüssingen die nordwestlichsten Außenposten der baiuwarischen Interessensphäre, während die Siedlung bei Westheim das Gegenstück auf fränkischer Seite war. Robert Schuh sieht dem Ortsnamen den Personennamen „Hachil(-o, -i)“ als einem Angehörigen der Sippe Hahilinga zugrunde liegen.
Zwischen 1057 und 1075 weihte der Eichstätter Bischof Gundekar II. eine Kirche zu „Hachelingun“. 1301 verpfändete König Albrecht I. den Ort mit anderen Dörfern des Amtes Sammenheim an seinen Oheim Graf Ludwig von Oettingen. 1319 erhielt das Kloster Auhausen Besitz in „Hehchelingn“ (später sind es insgesamt 6 Güter), 1334 das Kloster Heidenheim, das bereits den Meierhof besaß. Aus dem Salbuch des Klosters Heidenheim von 1400 lässt sich ablesen, dass das Kloster der bedeutendste Grundherr in Hechlingen war. Ende des 14. Jahrhunderts kamen die Pappenheimer zu Besitz im Dorf. In der ersten Hälfte des 15. Jahrhunderts sind Abgaben aus dem Dorf an das nürnbergisch-burggräfliche (später ansbachisch-markgräfliche) Amt Hohentrüdingen nachweisbar; 1404 hatten die Burggrafen die Hohentrüdinger Herrschaft durch Kauf erworben. Zu dieser Zeit verlieh das Kloster Heidenheim mehrere Güter in Hechlingen zu Erbrecht; außerdem wurden 1475 und 1504 Hechlinger Besitzeinkünfte der 1423 gegründeten Kapelle zu Mariabrunn übertragen. 1457 bestätigte der Eichstätter Bischof Johann die Errichtung einer Frühmesse an der St. Katharinenkapelle bei „Hachling“; die Pfarrkirche St. Lucia und Ottilie ist als eichstättisches Patronat 1458 erwähnt. 1524 vertauschte die Deutschordenskommende Oettingen ihren Besitz in Hechlingen mit dem Kloster Auhausen.
1525 beteiligten sich Hechlinger Bauern an den Bauernaufständen; als diese durch Markgraf Kasimir niedergerungen waren, musste Hechlingen hohe Strafsummen leisten. Nach der Reformation (in Hechlingen 1533) und der Säkularisation der Klöster Heidenheim (1537) und Auhausen (1534) hatten die an Hechlinger Grund und Boden gewonnenen Markgrafen von Brandenburg die hohe Gerichtsbarkeit und den Kirchenschutz zur Gänze und die niedere Gerichtsbarkeit über wesentliche Besitzteile des Dorfes inne; die Reichnisse waren nach wie vor an das brandenburgische Kastenamt Hohentrüdingen und an die brandenburgischen Klosterverwalterämter Heidenheim und Auhausen zu leisten; Reichnisse gingen aber auch nach Pappenheim/Treuchtlingen und an das oettingsche Amt Sammenheim (Stand 1616); die Oettinger ließen trotz der brandenburgischen Machtstellung ihren Mitanspruch auf die Hochgerichtsbarkeit in Hechlingen nie fallen. Als sogenanntes Freidorf konnte sich Hechlingen eine bäuerliche niedergerichtliche Autonomie mit dem jährlichen Ruggericht bewahren. Diese Besitz- und Rechtsverhältnisse blieben im Wesentlichen bis zum Ende des Heiligen Römischen Reichs erhalten. So heißt es 1800, dass in Hechlingen 81 Untertanen zum ehemaligen ansbachischen (seit 1792 preußischen) Oberamt Hohentrüdingen gehören und 40 Untertanen „fremdherrisch“ seien.
1806 fiel Hechlingen mit der ehemaligen ansbachisch-brandenburgischen Herrschaft an das Königreich Bayern. 1808 wurde der Steuerdistrikt Hechlingen gebildet, dem auch die Hasenmühle und die Stahlmühle angehörten; dieser lag im Landgericht Heidenheim des Rezatkreises. 1810 wurde Hechlingen eine Ruralgemeinde, die auch die Balsenmühle und die Scheckenmühle mit einschloss. Durch das Gemeindeedikt von 1818 verlor die Ruralgemeinde Hechlingen diese beiden Mühlen wieder. Im Zuge der Gebietsreform in Bayern verlor die Gemeinde ihre Selbständigkeit und wurde am 1. Mai 1978 mit seinen Gemeindeteilen Hasenmühle und Stahlmühle nach Markt Heidenheim eingemeindet.
Ab etwa 1965 entwickelte sich Hechlingen vom reinen Bauerndorf zur Wohngemeinde und zum Fremdenverkehrsort. Von 1971 bis 1983/84 wurden ein Flurbereinigungsverfahren und eine Dorfsanierung durchgeführt. Mit dem Bau des Hahnenkammsees erhielt der Ortsname 1981 staatlicherseits den Zusatz „am See“. 1990 wurde dem Dorf das Prädikat „Staatlich anerkannter Erholungsort“ verliehen.

### Einwohnerzahlen
- 1818: 828 Einwohner[18]
- 1824: 826 Einwohner, 163 Wohngebäude[18]
- 1861: 905 Einwohner, 207 Gebäude, Kirche, Schule, Brücke über die Rohrach[21]
- 1950: 756 Einwohner, 156 Wohngebäude[18]
- 1961: 736 Einwohner,[19] 166 Wohngebäude[22]
- 1970: 717 Einwohner[19]
- 1987: 584 Einwohner[23]

## Kirche

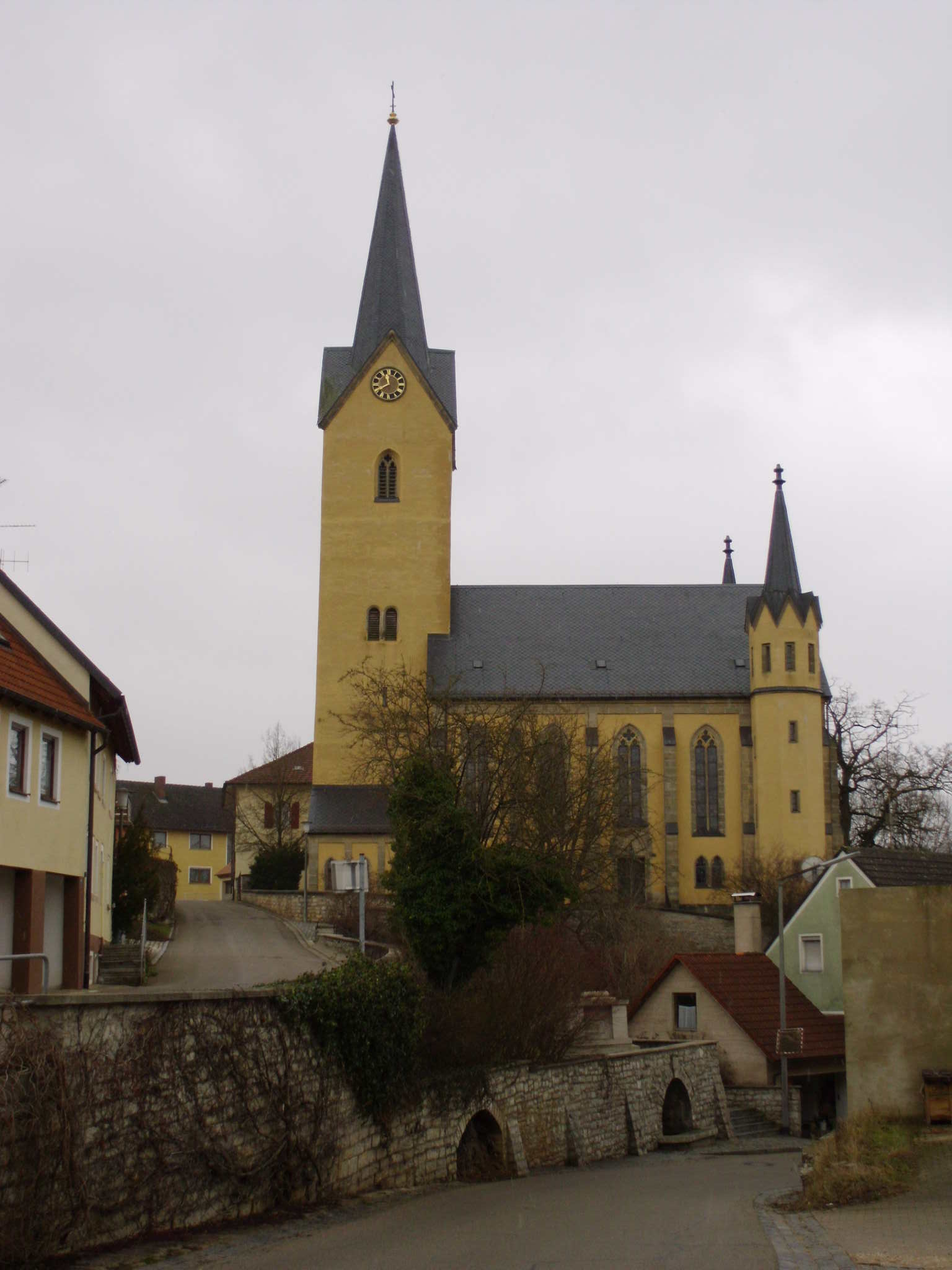
Evangelische Pfarrkirche St. Lucia und Ottilie

Ein erster Kirchenbau wurde wahrscheinlich 1061 geweiht. Vorher soll es aber schon eine Holzkirche gegeben haben. Die heutige evangelisch-lutherische Pfarrkirche St. Lucia und Ottilie besteht aus einem Langhaus von 1868 bis 1872 mit Emporen; der fünfgeschossige Chorturm mit Spitzhelm über vier Giebeln stammt vom Vorgängerbau von 1491. Von der neugotischen Ausstattung sind der Altar und die Kanzel von 1860 von Anselm Sickinger zu erwähnen, die aus der abgetragenen evangelischen Friedhofskapelle Kaufbeuren stammen. Die 1959 bei einer Renovierung erfolgte Stilbereinigung des Kircheninneren wurde bei einer weiteren Renovierung 1985 bis 1989 wieder zurückgenommen.

## Bau- und Bodendenkmäler

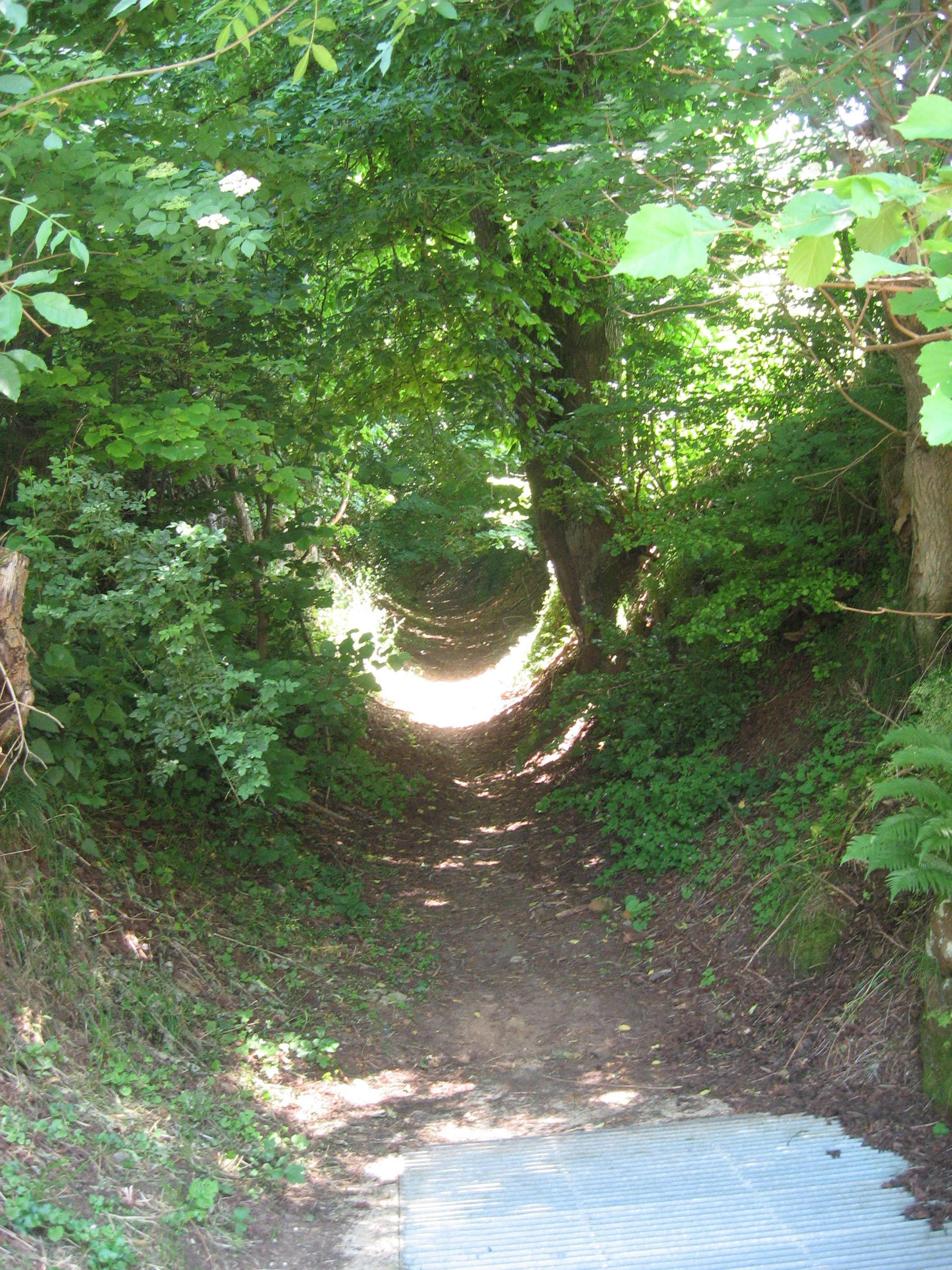
Der Eingang zum Hechlinger Hohlweg

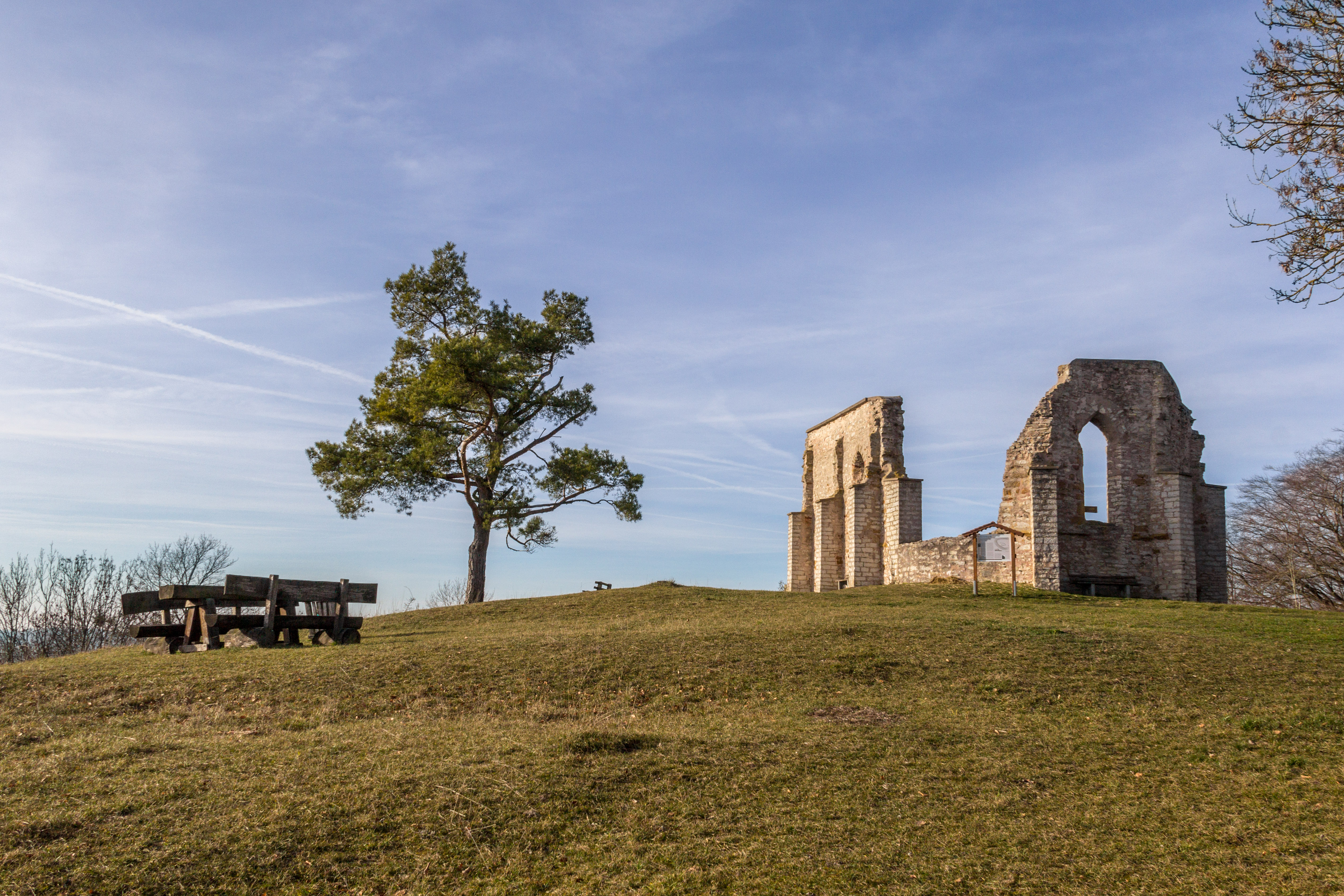
Katharinenkapelle

- Die Burg Stahelsberg auf dem südlich befindlichen Schloßberg (528,3 m ü. NHN[25]), von der nur noch ein Wall mit Halsgraben zu sehen ist, wird 1197 mit Rupertus von Stahelsberg erstmals erwähnt. Innerhalb des Burghofes befinden sich die Grundmauern einer Kirche des Zisterzienserinnen-Klosters Stahelsberg, das nach Zimmern im Ries verlegt wurde.
- Die Katharinenkapelle, eine ehemalige oettingische Wallfahrtskirche, ist vor 1450 erbaut worden. Die Ruine steht auf dem östlich befindlichen Kappelbuck (Kapellenberg; 585,5 m ü. NN[26]).
- Der Hechlinger Hohlweg, auch Schafgasse genannt, der auf den Kapellenberg führt, ist mit 250 Meter Länge und einer Tiefe von bis zu neun Meter einer der größten Hohlwege der Region.
- Zwischen Hechlingen und Hüssingen sind die restaurierten Grundmauern eines römischen Gutshofes (villa Rustica) zu sehen.
- Annähernd einen Kilometer nördlich von Hechlingen und südöstlich des Ortsteiles Scheckenmühle, liegt die etwa 15 Meter lange Steinerne Rinne von Hechlingen.
- Die Blutrinne bei Hechlingen, ein keltisches Heiligtum südlich von Hechlingen